# كريستوفر كولومبوس
كريستوفر كولومبوس  (/kəˈlʌmbəs/; وقد تُكتب كرستف كلمب) (باللاتينية: Christophorus Columbus) ‏(31 أكتوبر 1451 - 20 مايو 1506) رحالة إيطالي وقرصان، ينسب إليه اكتشاف العالم الجديد (أمريكا). ولد في جمهورية جنوة ودرس الرياضيات والعلوم الطبيعية (وربما الفلك أيضًا) في جامعة بافيا. عبَر المحيط الأطلسي ووصل إلى جزر البحر الكاريبي في 12 أكتوبر 1492م لكن اكتشافه لأرض القارة الأمريكية الشمالية كان في رحلته الثانية عام 1498 م وقد أستعان كولومبوس بخرائط المؤرخ الحسن بن علي المسعودي الهذلي الموجودة في إسبانيا ( الأندلس سابقا ) في رحلته الاستكشافية. ودلت بعض الآثار على وجود اتصال بين القارة الأوروبية والأمريكية حتى قبل اكتشاف كولومبوس لتلك الأرض بوقت طويل. من شخصيته وحي اسم بلد: كولومبيا.
وأجرى كولومبوس ثلاث رحلات إضافية إلى الأمريكيتين، واكتشف جزر الأنتيل الصغرى في 1493، وترينيداد والساحل الشمالي لأمريكا الجنوبية في 1498، والساحل الشرقي لأمريكا الوسطى في 1502. ما زال العديد من الأسماء التي أطلقها على ملامح جغرافية – وخاصة الجزر – مستخدمًا. أطلق كذلك اسم إنديوز «هنود» على السكان الأصليين الذين قابلهم. غير مؤكد مدى إدراكه أن الأمريكيتين كانتا كتلة أرضية منفصلة، إذ أنه لم يُنكر قط بوضوحٍ اعتقاده بأنه بلغ الشرق الأقصى. بصفته حاكمًا استعماريًا، اتهم معاصرو كولومبوس إياه بالوحشية الشديدة وسُرعان ما أُقيل من منصبه. أدت علاقة كولومبوس الموتورة بتاج قشتالة وإدراييه الاستعماريين المعينين في أمريكا إلى اعتقاله وإبعاده عن هيسبانيولا في عام 1500، وإلى محاكمة مطولة لاحقًا بخصوص الفوائد التي ادعى وورثته أنهم يستحقونها من التاج. دشنت بعثات كولومبوس حقبة من الاستكشاف والغزو والاستعمار استمرت قرونًا، ما ساعد في إنشاء العالم الغربي الحديث. تُعرف عمليات الانتقال من العالم القديم إلى العالم الجديد الذي أعقب رحلته الأولى بالتبادل الكولومبي.
بُجل كولومبوس على نطاق واسع خلال القرون التي تلت وفاته، لكن تصدّع الفهم العام في العقود الأخيرة بعد أن أولى الباحثون اهتمامًا أكبر للأذى الذي ارتُكب في ظل حكمه، ولا سيما بداية إجلاء سكان هيسبانيولا الأصليين التاينوس من سوء معاملة وأمراضٍ أوروبية، بالإضافة إلى استعبادهم. يزعم رواد نظرية الأسطورة السوداء في التاريخ أن كولومبوس قد تعرض للطعن فيه ظلمًا باعتباره جزءًا من جملة مشاعر أوسع معادية للكاثوليكية. تحمل أماكن كثيرة في نصف الأرض الغربي اسمه، بما فيها كولومبيا، ومقاطعة كولومبيا، و[كولومبيا البريطانية]

## نشأته
نشأة كولومبوس غامضة، لكن يعتقد الباحثون أنه وُلد في جمهورية جنوة بين 25 أغسطس و31 أكتوبر من عام 1451. كان أبوه دومينيكو كولومبو، نسّاج صوف عمل بين جنوة وسافونا وامتلك أيضًا كشك جُبن عمل عليه كريستوفر في صغره معاونًا. كانت أمه سوزانا فونتاناروسا. كان له ثلاثة أخوة هم بارتولوميو، وجيوفاني بيليغرينو، وجياكومو (يُدعى أيضًا دييغو)، بالإضافة إلى أخت اسمها بيانكينيتا. عمل أخوه بارتولوميو في ورشة رسم خرائط في لشبونة لجزء من مرحلة بلوغه على الأقل.
يُفترض أن لغته الأم كانت الجنويّة رغم أن كولومبوس لم يكتُب بتلك اللغة قط. كان اسمه ليكون في اللغة الجنوية خاصة القرن السادس عشر كريستوفا كورومبو. اسمه بالإيطالية كريستوفورو كولومبو، وبالإسبانية كريستوبال كولون.
في إحدى كتاباته، يقول إنه خاض في البحر في عمر العاشرة. في عام 1470، انتقلت عائلة كولومبوس إلى سافونا، حيث استلم دومينيكو حانةً. في العام نفسه، كان كريستوفر على سفينة جنوية مؤجرة لصالح ريناتو الأول ملك نابولي دعمًا لمحاولته غزو مملكة نابولي. جادل بعض الأدباء المعاصرون أنه لم يكن من جنوة، بل من أراغون في إسبانيا أو من البرتغال. استبعد باحثو الاتجاه السائد هذه النظريات المتنافسة بصورة عامة.
في عام 1473، بدأ كولومبوس تدريبه بصفته سمسار أعمال لصالح عائلات سبينولا وسينتوريوني ودي نيغرو الجنوية الثرية. لاحقًا، قام برحلة إلى جزيرة خيوس في بحر إيجة التي تحكمها جنوة. في مايو من عام 1476، شارك في قافلة مسلحة أرسلتها جنوة لحمل بضائع قيمة إلى أوروبا الشمالية. يُرجح أنه رسا في بريستول، إنجلترا، وغالواي، إيرلندا. ربما ذهب أيضًا غلى آيسلندا في عام 1477. من المعروف أنه أبحر في خريف عام 1477 على متن سفينة برتغالية من غالواي إلى لشبونة، حيث وجد أخاه بارتولوميو، واستمرا بالتجارة لصالح عائلة سينتوريوني. استقر كولومبوس في لشبونة من عام 1477 وحتى 1485. تزوج فيليبا مونيز بيريستريلو، ابنة حاكم بورتو سانتو والنبيل البرتغالي من أصل لومبارديّ بارتولوميو بيريستريلو.
في عام 1479 أو 1480، وُلد ابن كولومبوس دييغو. بين عامي 1482 و1485، تاجر كولومبوس على طول سواحل غرب إفريقيا، وبلغ المركز التجاري البرتغالي إلمينا على ساحل غينيا (في غانا الحالية). قبل عام 1484، عاد كولومبوس إلى بورتو سانتو ليجد أن زوجته قد توفيَت. عاد إلى البرتغال لتسوية أمر ممتلكاتها وأخذ ابنه دييغو معه. غادر البرتغال إلى قشتالة في عام 1485، حيث عثر على عشيقة في عام 1487، وهي فتاة يتيمة بعمر العشرين اسمعها بياتريث إنريكيث دي أرانا. من المرجح أن بياتريث قد قابلت كولومبوس وقتما كان في قرطبة، وهي مركز تجمع للعديد من التجار الجنويين وحيث كان بلاط الملكين الكاثوليكيين متموضعًا في فترات متقطعة. ولدت بياتريث التي لم تكن متزوجة آنذاك ابن كولومبوس الطبيعي، فرناندو كولومبوس في يوليو من عام 1488، وسُمي تيمنًا بملك أراغون. اعترف كولومبوس بالصبي على أنه نجله. عهد كولومبوس إلى ابنه الشرعي الأكبر سنًا دييغو برعاية بياتريث ودفع النفقة المخصصة لها بعد وفاته، لكن دييغو كان مهملًا لواجباته.

## فكرة الرحلة
تولدت لدى كولومبوس فكرة هذه الرحلة والرغبة في تحقيقها لثلاثة أسباب:
- الشهرة والثراء.
- تعصبه لكاثوليكيته ولد عنده الرغبة في إيجاد طريق آخر غير الطرق التي تمر ببلاد المحمديين على حد تعبيره.[22] في مدوناته البحرية.
- بذله جهدا كبيرا في الدراسة البحرية العملية الحديثة في عصره. كما أقر علماء عصره أن العبور إلى شبه القارة الهندية وقارة آسيا لا يقتصر فقط على الرحلات المتجهة شرقا ولكن إمكانية الوصول ممكنة بالاتجاه غربا وذلك لكروية الأرض. وانطلاقا من وجهة النظر هذه قرر المغامرة معتمدا على أحدث خرائط علماء عصره الإيطالي باولو توسكانيلي (1397 1492) وكذلك الألماني مارتين بهايم (1459 1507). وكلا العالمين متخصصان بالرياضيات والفلك.

## خطاب لملك البرتغال
رفض عرضه مجلس الشيوخ في جنوة، وكذلك الملك هنري السابع ملك إنجلترا فلجأ إلى إرسال رسالة إلى مستشار الملك البرتغالي خواو الثاني قائلا: 
 أنا أعرف أن وجود مثل هذا الطريق هو برهان حقيقي على كروية الأرض ولسهولة برهان هذه النظرية قررت افتتاح هذا الطريق البحري الجديد وسأرسل إلى جلالتك الخارطة من اكتشافي الخاص، سيكون موجوداً عليها ميناؤكم وجزركم موضحاً عليها وجهة الإبحار نحو الغرب والأماكن التي سأكتشفها أثناء الرحلة وأيضا أبعد نقطة يمكن الوصول لها سواء من القطب أو من خط الاستواء والمسافات التي ستعبرونها للوصول إلى البلدان التي قد تحصدون منها الكنوز، لا تتفاجؤوا إذا قلت إن بلاد الغرب بلاد الكنوز كما أنهم وكالعادة يسموننا الشرق حيث إن من أبحر باستمرار اتجاه الغرب قد وصل بلاد الشرق عبر المحيط إلى النصف الثاني من الكرة الأرضية. ولكن إذا أرسلتم مكتشفين عبر اليابسة انطلاقا من نصف الكرة الأرضية التي أنتم فيها فإننا نجد أن تلك البلاد التي تم الوصول إليها ما هي إلا الشرق.
 ولكن نصيبه لم يكن في البرتغال أيضا.

## الاتفاق مع ملكي إسبانيا

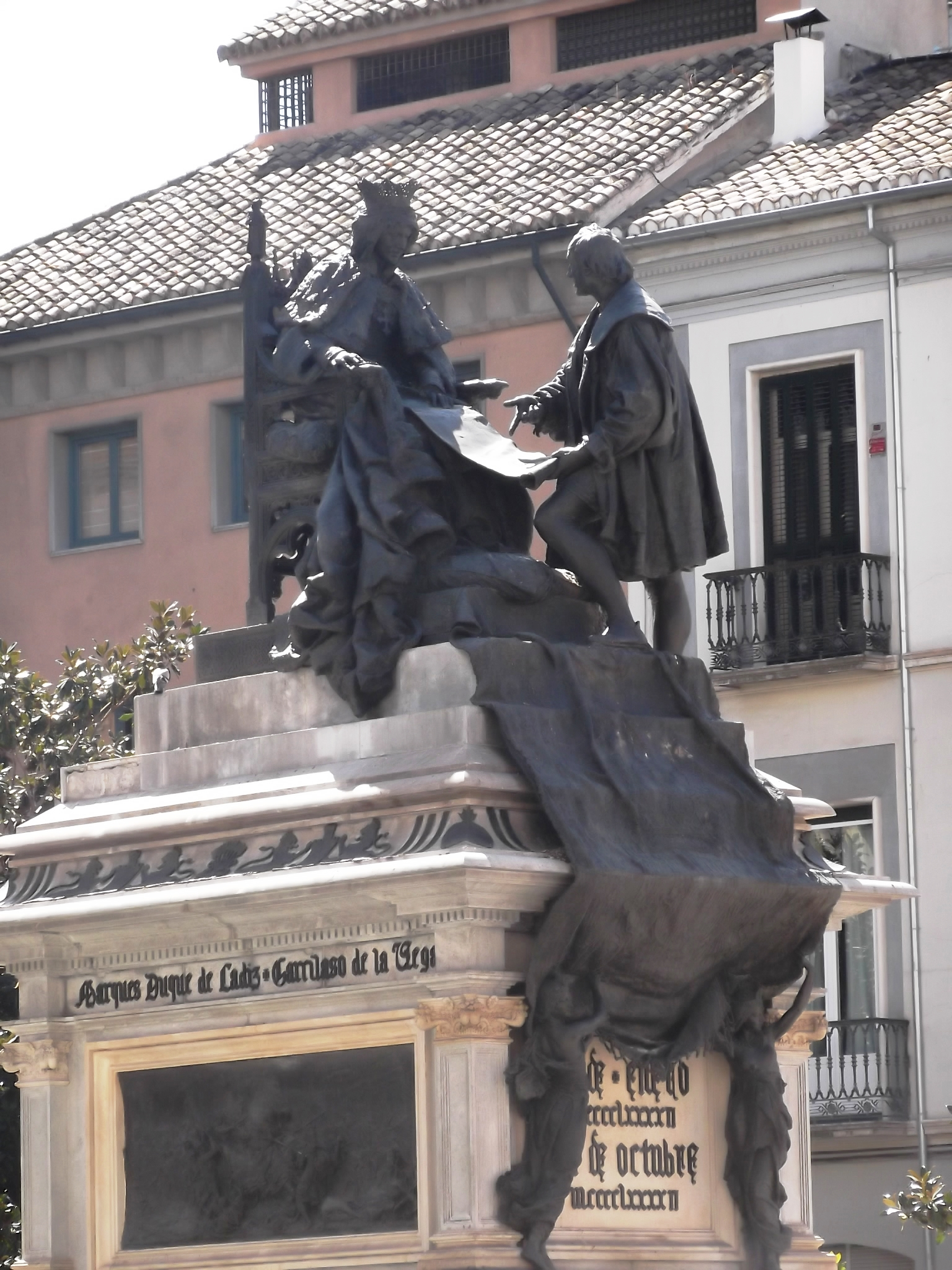
تمثال لكريستوفر كولومبوس في غرناطة يقنع الملكين الكاثوليكيين بنجاح خطته.

في 30 أبريل 1492م وقع الملكان الكاثوليكيان الإسبانيين، (فرناندو الثاني ملك أراغون وإيزابيلا الأولى ملكة قشتالة) مع كريستوفر اتفاقية جاء فيها أن كولومبوس “كمكتشف للجزر والقارات في البحر والمحيط“ وانطلاقاً مما سبق سيمنح رتبة أمير البحار والمحيطات كقرار ملكي يسري في جميع أنحاء البلاد. ويضاف إلى ذلك أنه سيمنح 10% من الذهب والبضائع التي سيحضرها معه بدون أية ضرائب.

## الإعداد للرحلة

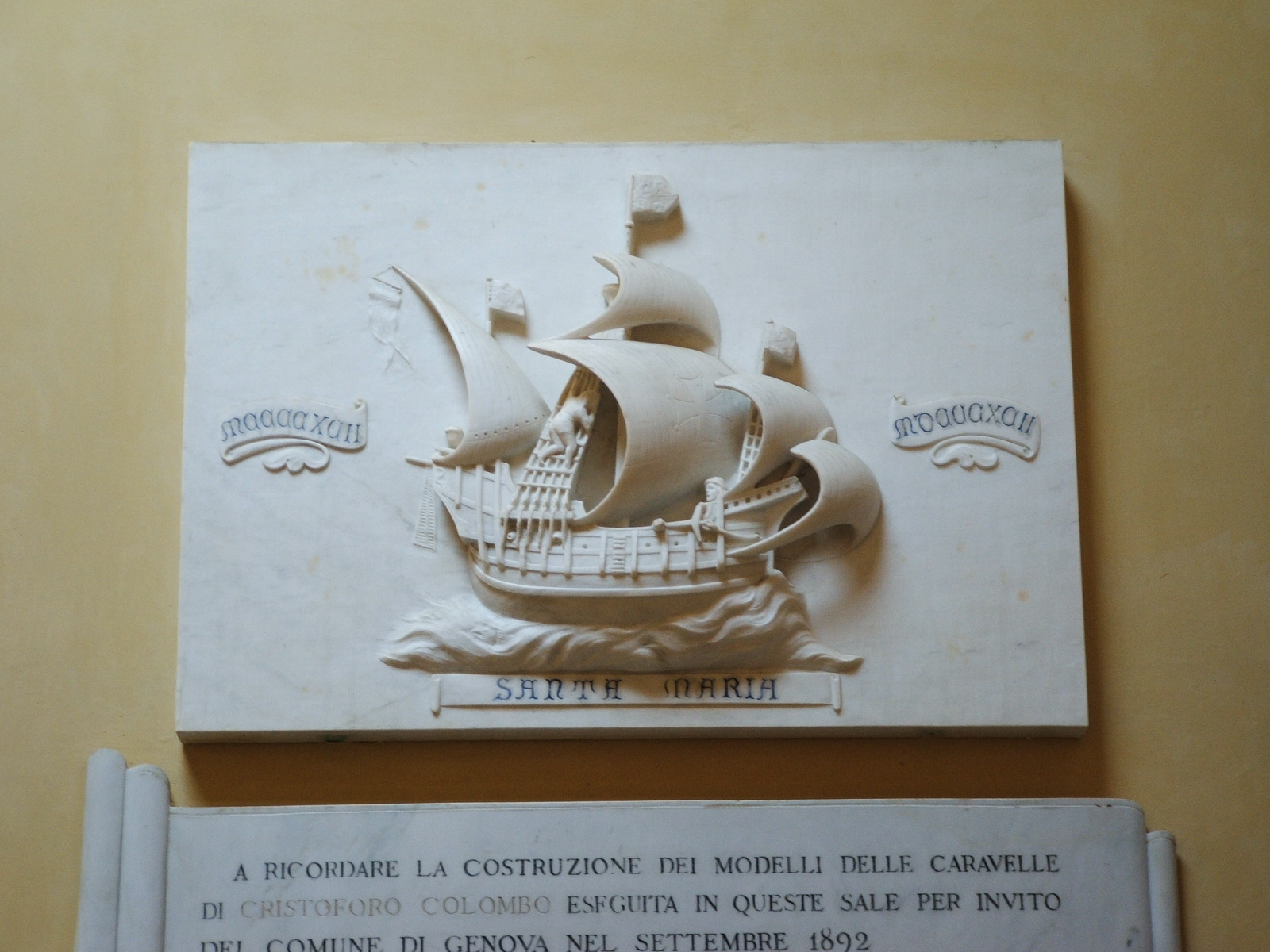
السفينة سانتا ماريا من نوع كارافيل

في مرفأ بالوس دي لا فرونتيرا كانت قد جهزت ثلاث سفن مختلفة الأحجام:
- السفينة الأولى: سفينة القيادة سانتا ماريا وهي من نوع كارافيل. الجزء الغاطس من السفينة: 2.8 م، الإزاحة الكلية: 227 طن، عدد الطاقم: 84 بحار، كانت هذه السفينة بقيادة الأدميرال كولومبس.
- السفينة الثانية: بينتا وهي من نوع كارافيل. الطول- 20.1 م، العرض: 7.3 م، الغاطس: 2.0 م، الإزاحة: 168.4 طن، الطاقم: 65. القبطان والمالك كان مارتين آلونسو بينسون.
- السفينة الثالثة: نينيا وهي من نوع كارافيل. هذه التسمية كانت شائعة حول هذه السفينة إلا أن اسمها الحقيقي كان سانتا كلارا الطول: 17.3 م، العرض: 5.6 م، الغاطس: 1.9 م٬ الإزاحة: 101.2 طن، الطاقم: 40 بحار. القبطان ڤيسنتي يانيس بينسون ومالك السفينة خوان نينيه.

## أول اكتشافاته
اكتشف في 12 أكتوبر ما تسمى اليوم جزر الباهاماس إلا أنه أطلق عليها اسم جزيرة سان سالفادور وكان اسمها الأصلي «غواناهاني» (Guanahani) والتي كانت أولى الخطوات في 28 أكتوبر وصولاً إلى كوبا.

## عودة السفينتين
في 16 ديسمبر 1492م عادت السفينتان بينتا ونينيا إلى إسبانيا في رحلة عودة استغرقت ما يقارب 3 أشهر حيث وصلتا الميناء الإسباني في 15 مارس 1493. وهي أول الرحلات البحرية التي استغرقت هذه المدة من الإبحار المستمر في ذلك العصر.

## اعتقاد خاطئ
كان باعتقاد كولومبس أنه وصل إلى ما يسمى بالهند الغربية وقد كانت رحلاته موفقة حيث استطاع إحضار الذهب الكثير، وامتلاك العديد من الجزر التي سميت بالهندية. ملك وملكة إسبانيا كانا في غاية الفرح لما توصل إليه البحار المكتشف كولومبس.

## استمر في رحلة استكشافه
لم يتوقف كولمبوس عند هذا الحد من الاكتشافات فقد كان دوما تواقا لاكتشاف ما هو أبعد، وعاد ليبحر ثانية من موانئ إسبانيا بإسطول مكون من 17 سفينة يرافقه 1500 بحار، وكانت سفنه مجهزة بتموين يكفيهم 6 أشهر. كسابقتها لم تبؤ هذه الرحلة بالفشل، فقد اكتشف جزراً جديدة ومن ضمنها ما يعرف اليوم بجزر الأنتيل ومن بعدها البحر الكاريبي من الجهة الجنوبية لكوبا. كل ذلك في سبيل بحثه عن الهند.
ووصل في شهر مايو من عام 1494م جامايكا، وغيرها العديد من الجزر الواقعة شرق القارة الأمريكية. وبذلك قد وصل كولومبوس إلى أهم الاكتشافات وأهم الطرق البحرية الجديدة وتم وضع خرائط ورسومات جديدة كل هذا ولم يخطر على باله يوما أنه لم يصل الهند.
وهو في هذه الرحلة اكتشف أمريكا الشمالية.

## استكشافه للأمريكيين
رغم حمل كولومبوس للقب «مكتشف أميركا» في العرف الثقافي الشعبي، إلّا أن هذا المعلومة خاطئة تاريخياً فأول من وصل القارة الأمريكية من البشر هم شعوبها الأصلية الذين هاجروا إليها واستوطنها. ووفقاً للأدلة الأثرية والوراثية فإن أمريكا الشمالية وأمريكا الجنوبية كانت آخر قارتين يسكنها البشر. وتشير الدراسات الوراثية للشعوب الأصلية أن السكان الأصليين للأمريكتين يتشاركون سلفاً متمثلاً بمجموعة سكانية واحدة تطورت من خلال الانعزال الحاصل في بيرنجيا تبعاً لما تشير إليه الأدلة. واستمر انعزال الشعوب الأصلية في بيرنجيا لمدة تتراوح تقديرياً ما بين 10 حتى 20 ألف سنة. وبدأت المَجْلَدَات بالذوبان قبل حوالي 16,500 سنة، ما سمح للناس الاتجاه صوبَ الجنوب والشرق نحو ما يُعرف الآن بكندا والأراضي الواقعة إلى جنوبها.
وليس كولومبس حتى أول من اكتشف الأمريكيتين من الأوروبيين؛ فقد عُثر على أدلة أثرية وثقت وصول الفايكنج إلى لانس أو ميدوز في جزيرة نيوفاوندلاند الواقعة في كندا حالياً حوالي عام 1000 ميلادي بحسب تقديرات التأريخ بالكربون، ما يعني أن الفايكنج سبقوا كولومبوس بنحو خمسمئة عام قبلهُ. ولا يوجد غير ذلك أي أدلة تاريخية مؤكدة تؤكد وصول شعوب أخرى للأمريكيتين، ودون ذلك توجد كثير من النظريات والمزاعم والروايات التاريخية حول وصول شعوب أخرى على غرار نظريات اتصال الشعوب البولنيزية أو مزاعم وصول إمبراطورية مالي الأفريقية قبل كولمبوس عام 1311 ميلادي. كما توجد ادعاءات تاريخية حول وصول الصينيين واليابانيين والهنود والعرب والفينيقيين وغيرهم إلى الأمريكيتين.

## تاريخ واحداث وفاته

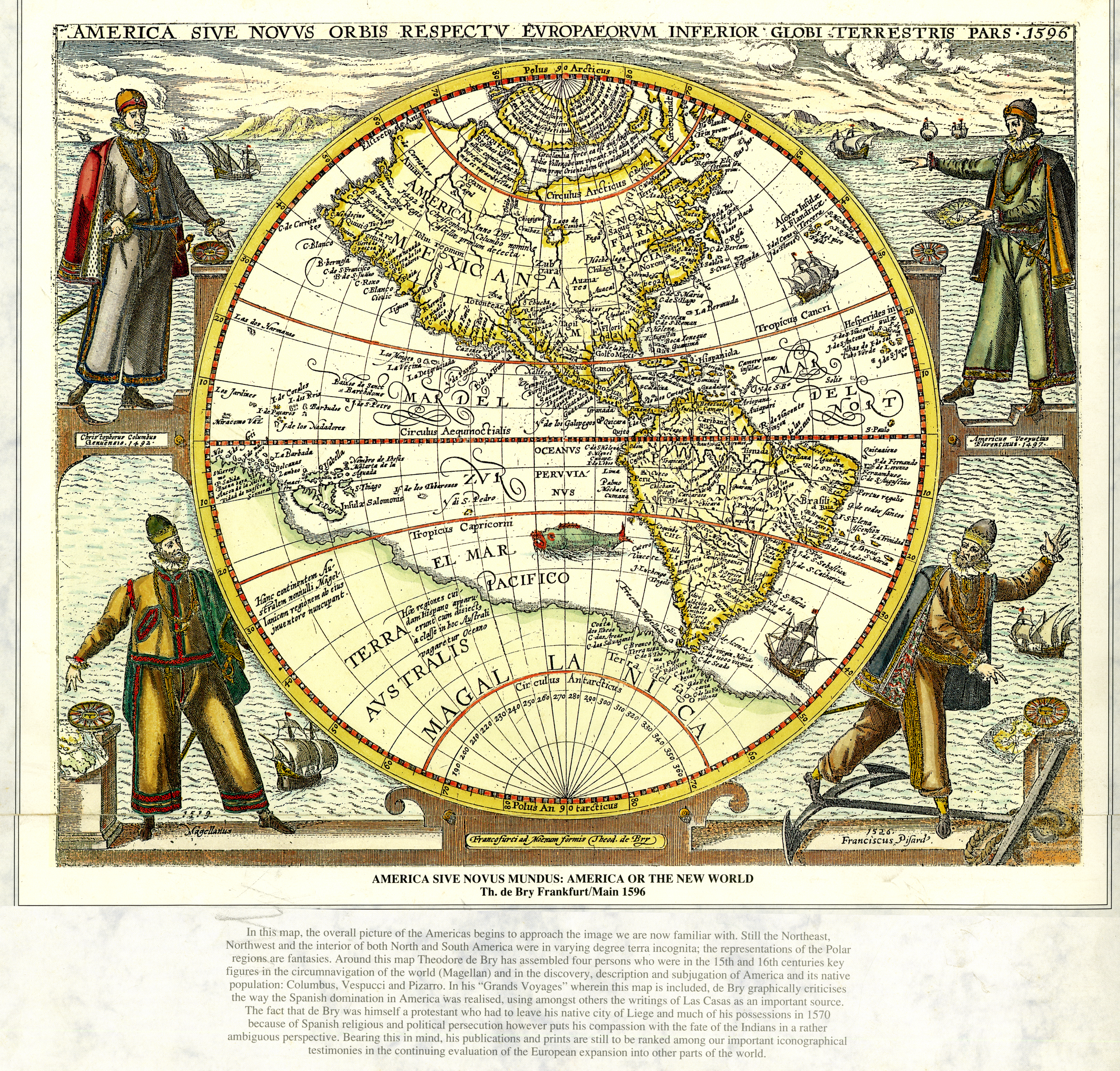
النسخة الأصلية المحفوظة في الصناديق الببليوغرافية

في 20 مايو 1506م في إسبانيا تدهورت صحته وبدأ يصارع الموت بعد أن تعارك طوال حياته مع أمواج البحر والمحيط. وقد تم دفنه دون القيام بمراسم الجنائزية التي عهدها علماء ومكتشفو ذلك الزمان.
توفي كريستوفر كولومبس في بلد الوليد في 1506 في البيت الذي هو الآن متحف مكرس له. أعلن في 2006 عن نتائج بحث قام به فريق من جامعة غرناطة حول عظام الشخص المدفون في كاتدرائية إشبيلية، أثبت فيه انها تعود إلى كريستوفر كولومبوس (1451 ـ 1506).
لكن رغم أن كريستوفر كولومبوس هو أول من اكتشف أمريكا العالم الجديد إلا أنها سميت على شخص آخر هو أمريجو فيسبوتشي الذي أكد أن كريستوفر كولومبوس لم يصل إلى الهند لكنه وصل إلى العالم الجديد
في عام 1507 قام الجغرافي الألماني مارتن فالدسميلر برسم خريطة العالم الجديد كما رآه ووصفه أمريجو فيسبوتشي واقترح أن يطلق على هذا العالم اسم مكتشفه ووجد هذا الاقتراح قبولا، وسمى هذا العالم الجديد أمريكا نسبة إلى أمريجو فيسبوتشي.
احتل كولومبوس المركز الثالث عام 2007، بعد العاهل الإسباني خوان كارلوس الأول وميغيل دي ثيربانتس ـ في استفتاء إل إسبانيول دي لا إستوريا (الإسباني التاريخي)، الذي أجرته قناة أنتينا 3 الإسبانية لاختيار أعظم شخصية إسبانية في التاريخ، ذلك رغم أن كولومبوس كان إيطالياً.

## وصلات خارجية
- كريستوفر كولومبوس على موقع الموسوعة البريطانية (الإنجليزية)
- كريستوفر كولومبوس على موقع إن إن دي بي (الإنجليزية)
- مؤلفات كريستوفر كولومبوس في مشروع غوتنبرغ
- أعمال أو نبذة عن كريستوفر كولومبوس على أرشيف الإنترنت
- أعمال كريستوفر كولومبوس في ليبري فوكس
- مقتطفات من سِجل أول رحلات كريستوفر كولومبوس (بالإنجليزية)